# 全斗煥
全 斗煥（チョン・ドゥファン、日本語読み：ぜん とかん、ハングル: 전두환、1931年3月6日（陰暦1月18日） - 2021年11月23日）は、韓国の軍人、政治家。第11・12代大統領（在任：1980年 - 1988年）。軍での最終階級は陸軍大将。本貫は、完山全氏。軍内私組織ハナフェの一員で同組織の創設メンバー。号は「日海」（イレ/イルヘ、일해）。

## 経歴

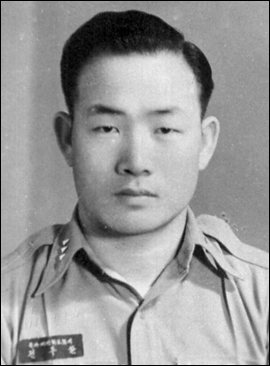
1959年撮影

1931年3月6日、慶尚南道陜川に生まれる。父は没落両班の家柄で一応の学問はあり、民間療法で村人を診療していたという。6男4女（長兄は1915年生まれ、末弟は1942年生まれ）の4男として生まれる。5歳で大邱に移り、大邱公立本町尋常小学校（大邱鐘路初等学校）に入学する。家の都合で4年生で休学し、納豆売りなどで生計を助けた。一家で満洲へ移住し、父が素人診療の漢方医院を開業するが上手く行かず、1941年に大邱へ戻る。復学して1944年に小学校（国民学校）を卒業。大邱公立工業学校（大邱工業高等学校）に入学し、大戦後の1950年に卒業する。成績は優秀で大学進学を望んだが、家の経済事情から士官学校受験を選択した。朝鮮戦争中に陸軍士官学校に入学（11期）。同期には盧泰愚らがおり、後に朴正煕の黙認の下、朴政権の軍内親衛グループである秘密結社「ハナフェ」を彼らと共に形成する。
1960年6月、陸軍大尉として崔世昌、張基梧、車智澈と共にアメリカ合衆国ジョージア州フォート・ベニングの特殊戦教育機関で6ヶ月間、沼地、山岳・サバイバル訓練などの「レンジャー・トレーニングコース」課程を受けた。また落下傘降下訓練（これはオプションと思われる）を受け、空挺団創設要員となった。
朴正煕がクーデターを起こすと、陸軍士官学校の生徒を率いて支持を表明。この功績が認められて最高会議議長秘書官になった。ベトナム戦争に第9師団第29連隊長として参加し、帰国した。
1969年、韓国陸軍の特殊作戦部隊を統括する特殊戦司令部が創設された。第1空輸特戦団を母体として次々と旅団が創設されてゆき、全斗煥自身も第1空輸特戦団長及び旅団に拡大改組された第1空輸特戦旅団長を務めた。この後に大統領警護室作戦次長補に就任し少将に昇進、第1歩兵師団長を経て、1979年に国軍保安司令官に就任し、朴正煕政権の三大中枢機関の一つとされた国軍保安司令部を指揮することとなる（残る2つは中央情報部（KCIA）と大統領警護室）。
1979年10月26日に朴正煕暗殺事件が起きると、暗殺を実行した金載圭を逮捕するなど合同捜査本部長として事件の捜査を指揮する。しかしその過程で強大な権限を掌握して政権の実力者としてその名を挙げられるようになったことから陸軍参謀総長兼戒厳司令官鄭昇和大将と対立を深め、ハナフェの存在も問題視していた鄭昇和によって排除されそうになったため、同年12月12日、先手を打ってハナフェメンバー及び後援者と共にクーデターを実行し、鄭昇和を逮捕する。その他にも、国防大臣を捜索、味方につけるなどして自らの行動に関して正当性を持たせることで反ハナフェ、参謀総長側から降伏兵を増やし、保安司令部の連絡網により通信傍受、裏切り工作を行い一連の戦いで被害者を最小に留めた。これらの出来事を当時大統領の崔圭夏はこれを黙認せざるを得ずクーデターは成功し、軍の実権を掌握した（粛軍クーデター）。以降、軍首脳部はハナフェとその後援者によって固められ、全斗煥はこの「新軍部」の中心人物となった。
翌1980年には中将に昇進し、保安司令官在職のままKCIA部長代理を兼任。5月17日、全国各地で多発する労働争議や学生デモに対処すべく、新軍部と共に全軍主要指揮官会議を招集して戒厳令拡大と国会解散・国家保衛非常機構設置を決議させ、崔圭夏大統領の追認の下5・17非常戒厳令拡大措置を実施。クーデター後に金大中（軍法会議で死刑判決を受けて後に無期懲役に減刑されるものの、アメリカに出国）を含む野党側の政治家を逮捕また軟禁し、非常戒厳令を全国に拡大させ、これに反発していた光州での民主化要求デモを鎮圧するため陸軍部隊を送り、市民が多数虐殺された（光州事件）。また、光州事件後、国家保衛非常対策委員会を組織して国政を事実上掌握。社会悪一掃特別措置を発表し、社会的に弱者とされる失業者やホームレス、あるいは犯罪者や学生運動家、労働運動家など約4万人を一斉に逮捕させ、軍隊の「三清教育隊」で過酷な訓練と強制労働を課した。特に後者は暴行などで52人の死者を出し（後遺症の死者は397人）、2768人に精神障害を残すなど計り知れない傷跡を残した。あまりの酷さに人々から「一旦入ったら生きて出られぬ」と恐れられたという。逮捕された者の中には光州事件に連座した高校生や主婦、14歳の女子中学生も含まれていた。
同年8月に崔圭夏が大統領を辞任したことに伴い、同月27日統一主体国民会議において大統領に選出され、翌9月1日に第11代大韓民国大統領に就任。憲法改正を実施して翌1981年に第12代大統領に選出され、同年から第五共和国政府がスタートした。なお、全斗煥が第11代大統領に就任した直後の1980年10月10日に北朝鮮の金日成主席は第6回朝鮮労働党大会で連邦制による朝鮮統一案として「高麗（コリョ）民主連邦共和国」設立を訴えたが、この案を全斗煥は拒否した。
1982年には、長年続いた夜間外出禁止令を解除した。ほぼ同時期に第一次教科書問題が発生し、これを批判した。ただし、これは純粋な歴史認識問題というよりも、日本に60億ドルの経済援助を求めていたが、日本は呑めないということで膠着していた全斗煥が、自らの独裁権力の強化のために、日本からの援助を引き出させる手段として用いたとする説もある。同年、韓国でプロ野球がスタートし、他にプロサッカーをスタートさせたり、ソウルオリンピックの開催に取り組んだことには、国民の関心を政治から娯楽にそらす狙いがあったともいわれる。
1983年にはミャンマーのアウンサン廟へ赴いた際、北朝鮮の工作員による全斗煥を狙ったラングーン爆弾テロ事件が発生する。彼自身は難を逃れたものの、事件で多くの閣僚が犠牲になった。さらに1987年には北朝鮮の工作員金賢姫らによる大韓航空機爆破事件が起き、南北関係は緊迫度を増した。また、中国民航機韓国着陸事件も起きた。
1984年、戦後の韓国元首として初めて日本を訪れ、昭和天皇との晩餐会に臨むなど、日本と向き合う姿勢を強調した。また、来日した全斗煥は1986年アジア競技大会に向けて中華人民共和国と国交のある日本の中曽根康弘内閣総理大臣に対して中韓と日朝が同時に国家承認する計画への協力を要請した。これを受け、1986年に訪中した中曽根首相は、親交のある胡耀邦総書記に対して中国に国交樹立、またはLT貿易事務所や通商代表部の設置、韓国も加えた朝鮮戦争休戦協定当事国との4者会談、1988年のソウルオリンピックへの参加を要望する全斗煥の意向を伝えて日朝貿易も行う用意があると述べた。後に1986年アジア競技大会とソウル五輪への中国の参加や中韓国交正常化は実現するも、この時点で胡耀邦総書記は韓国の対中姿勢を評価しつつ北朝鮮の反発を理由にこの提案に否定的だった。
日米との連携を強め経済の活性化に成功するが、反政府活動の取り締まりも強化し、大学生の副業の禁止や卒業の制限、学生運動に関連した学生を強制的に入営させて密告やスパイを奨励させる「緑化事業」を行った。また、全斗煥政権下では国家保衛立法会議によって朴正煕政権時代に制定された反共法が国家保安法に統合される形で廃止されると共に、言論基本法が制定され、言論統廃合が行われている。全斗煥の大統領在任中テレビでは、全政権批判は一切許されず、韓国標準時21時の「KBSニュース9」や「MBCニュースデスク」が必ず全斗煥賛美のニュースで開始されたため、テンジョンニュース等と揶揄された。
1986年以降、民主派勢力の大統領直接選挙とそれに必要な憲法改正を求める運動が活発化する。1987年1月、民主化運動に関わっていた大学生朴鐘哲が警察の拷問により死亡したことが判明、政界・宗教界等あらゆる分野から批判の声が上がった。6月9日、機動隊がデモ隊に催涙弾を発砲し、大学生李韓烈の頭を直撃し、昏睡状態に陥る。全国で30万を超す人間がデモに参加、政権打倒と直接大統領選挙を要求する事態となった（6月民主抗争）。高まる民主化要求の前に、もう一人の軍出身の有力者であり長らく全斗煥の協力者で次期大統領候補とみなされていた実質政権No.2の地位にあった盧泰愚・与党代表委員が事態収拾のため民主派勢力に大幅な譲歩する提言を行った（6･29民主化宣言）。全斗煥も受け入れざるをえなくなり、7月1日、その旨テレビ・ラジオの特別談話で発表するに至った。7月5日、李韓烈は死亡、葬儀には百万人が集まる。同年暮れに大統領直接選挙が行われ、民主派は有力者2名を一本化できず、盧泰愚が当選、翌年2月よりその職につく。
全斗煥やその支持者らは当初、朴正煕は腐敗していたが全斗煥はクリーンだと主張していたが、実際にはその腐敗蓄財ぶりは桁外れのものであった。そのため、全斗煥に対しては独裁者、虐殺者、在任中の汚職など否定的なイメージで見られることが多いが、その反面、経済発展やオリンピック誘致・スポーツ振興などの功績を評価すべきだという保守派からの擁護論もある。
退任後には自ら財団を設置した他、国家元老諮問会議議長に就任して院政を狙うが、利権介入などが発覚し親族が逮捕されるに至って、1988年4月13日に国家元老諮問会議議長を辞任、同年11月23日に私財の国庫への献納と隠遁を表明し、江原道の百潭寺で隠遁生活を送った。その後も光州事件に関する内乱罪や不正蓄財疑惑への追及が止まず、1995年12月3日に拘束。1996年8月26日、第一審で内乱罪で死刑判決を受けた。1997年12月22日に減刑の後、特赦。金泳三大統領は、あらたに大統領に当選した金大中の「結者解之」（自分の過ちは自分で解決しなければならない）との提言を入れて全を釈放した。 金大中がこれ以上罰を全に与えることは政治報復に映る恐れがあり、全羅道出身の金大中が慶尚道出身の全を処罰することによる地域対立感情への影響やノーベル平和賞を得るためのイメージを考慮したともいわれる。
一方で、1997年には全には不正蓄財で追徴金2205億ウォンを課す大法院（最高裁に相当）判決が出ている。現金に加え、自宅などが競売にかけられ、合わせて4分の1相当の533億ウォンが支払われたが、巨額の未払いが残っていた。2003年には隠し財産があると見た検察が「財産明示申請」を出し、全斗煥元大統領が裁判所に呼ばれた。この場で「財産の額」を問われ、「通帳にある29万1000ウォンだけだ」と答え、信用できないと国民の怒りを買った。2004年にも子息の不正貯蓄について検察から出頭を求められている。
2013年、いわゆる「全斗煥追徴法」が成立し、時効を延長、一族の不正蓄財に対する強制捜査が行われ、同年9月10日、滞納が続いていた追徴金の未納分1672億ウォンについて、完済すると発表した。しかし、期待されたほどの値がつかず、計画通りに返済は進まなかった。一族の隠し財産は海外にもあることから、とくに米国での隠し財産の没収と調査も進められた。
この間、検察の捜査などを受けたことがきっかけに記憶喪失を起こしその後アルツハイマーの診断を受けたと主張し、2018年8月28日の名誉毀損罪で起訴された刑事裁判の出廷を拒否した。しかし、アルツハイマーと診断されたと主張している2013年以降も外部の行事に何度も出席し、2017年に回顧録を出版（後述）していることなどから、アルツハイマーのため出廷できないとの全斗煥側の主張は疑問視されている。2019年1月16日には、全斗煥が2018年12月にもゴルフ場でゴルフをしていたという目撃証言が報じられ、病状に対する全斗煥側の主張への疑問はさらに深まり、批判が高まった。
2017年に出版された回顧録の中に軍を指揮して対応した光州事件に触れる記述があり、後に遺族より死者に対する名誉毀損の罪に問われた。2017年8月19日までに光州地方裁判所は、回顧録の発売を禁止する仮処分を下したことに続き、2018年5月には全斗煥を在宅起訴。2019年3月11日には、裁判所からの強制出頭命令を受け、全斗煥が出廷した。以降、全斗煥は再び裁判を欠席し続けているが、本人が高齢であることや警護上の理由から裁判所は本人の欠席を認めている。しかしその一方で、2019年12月には粛軍クーデター40年を記念するパーティーに出席していたことが報じられ、再び批判が高まった。
2020年11月30日、光州地裁は全斗煥に対し懲役8ヵ月、執行猶予2年を言い渡した。
2021年8月9日、全斗煥は裁判中に呼吸困難を起こしたため裁判の途中で退廷し、8月13日に延世大学病院に入院した。8月21日、韓国メディアは全斗煥が多発性骨髄腫を患っていると報じた。
全斗煥は2021年11月23日午前、ソウル市西大門区延禧洞の自宅で死去した。90歳没。盧泰愚の死からわずか1か月後の出来事であった。国葬が営まれた盧泰愚と異なり、国葬や葬儀への政府レベルでの支援は行われず、国立墓地への埋葬も見送られた。元大統領の国葬が見送られたのは、今回が初めてである。また、青瓦台は、葬儀に弔花や弔問の計画はないと明らかにした。これは民主化運動弾圧に対して、盧泰愚が反省の意を示したのに対し、全斗煥自身は最後まで反省の意を示さなかった影響が強いと思われる。
2023年3月、全の孫チョン・ウウォンが不正蓄財疑惑についてYouTubeなどで暴露、また、1980年の光州事件について被害者らに謝罪したいと表明した。同月28日、チョンが米国から韓国に帰国、YouTubeで薬物使用も示唆していたため、仁川国際空港で警察が薬物使用容疑で逮捕している。

## 経済の建て直し
全斗煥が大統領に就任して第一に目標としたのは、漢江の奇跡以来の経済成長の夢の再来だった。就任当時、経済成長率はマイナス4.8%、物価上昇率は42.3%、44億ドルの貿易赤字を抱えていた。経済成長をなくして国は成立しないと考えた全斗煥は、執務の合間に経済学博士や財界の実業家などを呼び、大幅に時間を割いて経済の勉強を開始した。この際、「国民総生産600億ドルを目指し、日本から学んで、日本に追いつこう」をキャッチフレーズとした。
経済政策は朴正煕時代に作られた経済企画院ではなく、青瓦台の経済首席に任せ、自らが事実上経済政策の主導権を握った。
この結果、1987年の経済成長率は12.8%、物価上昇率0.5%、貿易黒字は114億ドル、国民一人当たりGNPは3098ドル、国民総生産は1284億ドルと、主要な経済指数のほとんどを上向かせることに成功した。

## 対日姿勢
全斗煥は韓国の歴代大統領としては初めて、現在の韓国を含む朝鮮半島が日本の領土となったことは、自分の国（当時の大韓帝国）にも責任があったと認め、当時日本でも大きく報道された。
1981年8月15日の光復節記念式典の演説では「我々は国を失った民族の恥辱をめぐり、日本の帝国主義を責めるべきではなく、当時の情勢、国内的な団結、国力の弱さなど、我々自らの責任を厳しく自責する姿勢が必要である」と主張している。
翌年の光復節記念式典においても、歴史教科書問題により日本人に対するタクシーの乗車拒否が起こるなど、反日感情が渦巻いていた韓国において前述の通り強硬的な姿勢を見せながらも、「異民族支配の苦痛と侮辱を再び経験しないため確実な保障は、我々を支配した国よりも暮らし易い国、より富強な国を作り上げる道しかあり得ない」と述べ、「克日」を強調した。
その一方で1982年には日韓基本条約締結時に棚上げを約束していた竹島を「独島海鳥類繁殖地」として韓国の天然記念物に指定した。

### 訪日
1984年9月に全斗煥が国賓として初訪日した際、昭和天皇は同年9月6日、宮中晩餐会の席上「今世紀の一時期において両国の間に不幸な過去が存在したことはまことに遺憾であり、繰り返されてはなりません」と述べた。韓国の外交文書によると、韓国政府が日本側に対し昭和天皇が日本の朝鮮半島統治などについて反省を示すよう事前に求めていた。

## 人物
- 1968年1月21日に青瓦台襲撃未遂事件が起きた際は首都警備司令部第30警備大隊長の職にあり、夜間のゲリラ襲撃という事態に対して迫撃砲と照明弾を打ち上げてソウル市内を昼のように照らし出した。後に生け捕りにされたゲリラの一人は、「迫撃砲と照明弾で、既に包囲されたと観念した」と話していた。
- 1974年9月には、第一師団師団長として、北朝鮮が軍事休戦ラインを越えて掘り進んでいた南進トンネルを発見した。
- 前述の通り、韓国の陸軍士官学校を卒業している事から、全斗煥は歴代の韓国の大統領では初めて、純粋な自国の教育を受けた経験がある人物となる（李承晩と張勉はアメリカで、朴正煕と崔圭夏は日本で教育を受けていた）。この事から全斗煥は、韓国の指導者としての正統性をアピールするために、「ハングル世代で、正規の士官学校を卒業した」という事をしばしば強調していた。
- 国民への政治批判をかわす目的で、朴政権と異なって、娯楽には寛大な姿勢をとった。プロ野球の創設やソウルオリンピックの誘致、サッカー選手の育成。映画法改正による表現の自由の緩和と外国映画輸入やポルノ映画制作の解禁、観光業やサービス業、特に性産業の許容などである。いずれも国民からは好評であったが、一方でスポーツ、映画（screen）、セックスの頭文字をとって3S政策と揶揄された。
- 全斗煥は、朴正煕大統領の黙認のもと、陸士卒業生のうち主として嶺南出身の優秀な将校を糾合して私組織ハナフェ（一心会）も結成した。このハナフェ・メンバーは互いに気脈を通じて首都警備司令部、保安司令部、特戦司令部、大統領警護室、西部戦線の各師団など要職を仲間同士でたらい回しした[6]。
- 1980年当時、韓国の主婦の間では象印マホービンの電気炊飯器が大流行しており、1983年1月、日韓交流を目的に下関を訪問した釜山の主婦団体が、象印の炊飯器を大量に購入して韓国に持ち込もうとしている姿を朝日新聞が記事にし、それが発端となり外国為替管理法違反で検挙される事件が発生。それを知り激怒した全斗煥は、韓国製の電気炊飯器を開発するよう指示したという逸話が残っている[51]。
- 1988年11月24日付の公開謝罪文の一部は以下のようなものであった。『彼等（親族）はにわかに（私が）大統領になるや、初めの驚きと誇りが、時がたち周囲の誘惑がつづいて揺らぎはじめ、ついには色々な物議をかもすに至った。幼時に故郷を離れ、なにしろ大家族だったので、名前や顔さえ知らない多くの親戚たちのなかで問題を起こす人たちに「どうか自重してくれ」と何度もねんごろにお願いもし、取り締まりもした。・・・・多くの身内の者たちが刑事訴追を受けるほどに不正を犯し、国民の皆さまの怒りを買うようになったのは真に面目ないことだ。』以後、歴代の韓国大統領の失脚・退任時には、ほぼ同様の事案が起き続けている[52]。
- 2002年の大統領選挙への立候補を模索していた朴槿恵（後に18代大統領）から支援要請を受けたものの、「朴氏に与えられた条件と能力では無理な欲であり、朴氏が大統領になることには成功するかもしれないが、『大統領の職』を成功裏に遂行するのは難しいと見込み、失敗すれば『父の朴正熙元大統領に恥をかかせる結果になるかもしれない』との懸念を伝えさせた」として、立候補を取りやめるよう求めたという[53]。
- 2015年11月、アメリカは全一族の隠し財産を韓国に返還することで合意した。
- 2020年6月、光州市の旧全羅南道道庁前に設置された「全斗煥の恥辱の銅像」（全斗煥の首に縄が掛けられ牢屋に押し込められている像）が市民らの襲撃を受けて激しく破損した[54]ほか、同年11月には清州市にある清南大学に設置されていた銅像（立像）の首が鋸で切りつけられるなど[55]、今なお反感の根強さが残る。

## 親族
- 弟の全敬煥（朝鮮語版）も元軍人で、青瓦台警護室警護係長を務めた。朴正煕暗殺事件当時は保安司令官であった全斗煥に状況を直ぐに知らせたという[56]。
- 次男の全在庸（朝鮮語版）は2021年ごろに牧師になるために白石大学校神学大学院に通っていた[57]。全在庸は元総理の朴泰俊の娘と1988年に結婚したが、2年後の1990年に離婚した[58][59]。2007年の時点ではタレントのパク・サンア（朝鮮語版）と事実婚関係を持っており、その後に正式に結婚した[57][59]。
- 2021年時点で国会議員を務めていた尹相現（朝鮮語版）は1985年に娘と結婚したが、2005年に離婚した[60]。
- 野球選手の全峴兌（朝鮮語版）は孫世代の親戚である[61]。

## 略歴
- 1966年 - 第一空輸特戦団 副団長
- 1967年 - 首都警備司令部 第30警備大隊長
- 1969年 - 陸軍参謀総長室 主席副官
- 1970年 - 第9師団 29連隊長（駐ベトナム白馬部隊）
- 1971年 - 第1空輸特戦団 団長
- 1973年 - 陸軍准将
- 1976年 - 青瓦台警護室 次長補
- 1977年 - 陸軍少将
- 1978年 - 第1師団長
- 1979年 - 保安司令官、朴正煕暗殺事件後　戒厳司令部 合同捜査本部長、12.12事態で政権掌握
- 1980年 - 陸軍中将、大韓民国中央情報部（KCIA） 部長署理、国家保衛立法会議 常任委員長
- 1980年 - 陸軍大将、予備役編入、第11代大統領 就任
- 1981年 - 第12代大統領
- 1984年 - 9月6日 - 8日にかけて日本訪問。これは歴代韓国大統領の中で初めての日本公式訪問である。
- 1988年 - 国家元老諮問会議議長（その後辞任）、不正蓄財と利権介入が発覚し私財の国庫献納と隠遁生活に入る。
- 1996年 - 粛軍クーデター・光州事件などにより逮捕・訴追され、死刑判決を言い渡される（後に特赦）。
- 2006年 - 叙勲取り消し[62]

## 関連作品
映画
- 『ソウルの虹』（1989年） - キム・ギロが全斗煥をモデルとした老人を演じている。
- 『26年』（2012年） - チャン・グァンが全斗煥をモデルとした元大統領「あの男」を演じている。
- 『KCIA 南山の部長たち』（2020年） - ソ・ヒョヌが全斗煥をモデルとしたチョン・トヒョク（全斗赫）を演じている。
- 『ソウルの春』（2023年） - 粛軍クーデターを描いており、作中では全斗煥をモデルとした「전두광（チョン・ドゥグァン）」が主人公の一人として登場し、ファン・ジョンミンが演じている。
- 『オン・ザ・ロード〜不屈の男、金大中〜』（2024年） - ドキュメンタリー。

テレビドラマ
- 『第4共和国』（1995年） - 朴容植が全斗煥を演じている。演じた朴は全斗煥とかなり容貌が似ていたため、第五共和国時代は放送への出演が禁じられたために苦しい生活を余儀なくされた。
- 『第5共和国』（2005年） - イ・ドックァが全斗煥を演じている。今作は朴正煕暗殺事件から全斗煥への特赦までを題材をしており、全斗煥の集権過程から没落まで詳しく描かれている。